# Werner J. Müller
Werner J. Müller (* 6. Oktober 1899 in Winterthur; † 27. März 1986 in Ascona) war ein Schweizer Bildhauer, Maler und Architekt.

## Leben und Werk
Werner Jakob Müller besuchte die Schulen in Winterthur und studierte von 1918 bis 1922 an der ETH Zürich Architektur. Anschliessend war er bis 1924 als Architekt bei Hans Leuzinger in Glarus tätig.

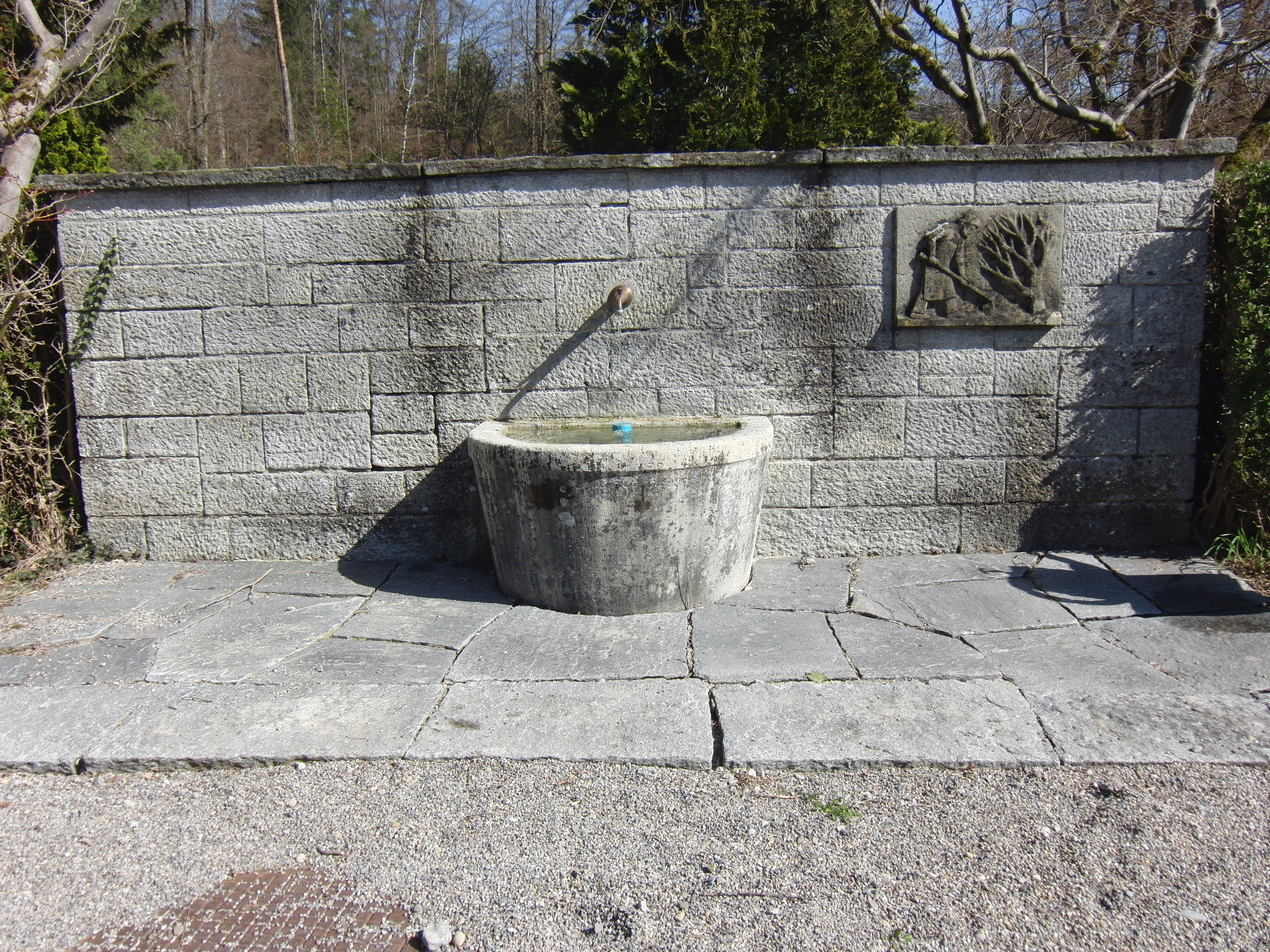
Relief, 1940. Friedhof Rosenberg in Winterthur

1925/1926 absolvierte er ein Praktikum beim Bildhauer Hans Stangl in München. Von 1927 bis 1931 lebte und arbeitete Müller in Paris. Er war Mitglied der Künstlergruppe Winterthur und zog 1932 nach Ascona. Für Hans Wilhelm Siegel erbaute er ein Haus in Ronco sopra Ascona.
1935 lernte Müller seine spätere Ehefrau, die Handweberin und Kunsthandwerkerin Maja Tschirren kennen. Ihre gemeinsamen Kinder waren Dimitri und die Künstlerin, Keramikerin, Autorin und Lyrikerin Ninon (* 20. April 1937–1998). Die Familie lebte am nordöstlichen Abhang des Monte Verità. Ihr Haus wurde vom Maler und Bauhausarchitekt Otto van Rees erbaut. Die Tänzerin Charlotte Bara war eine ihrer Nachbarinnen.
Zusammen mit der Bildhauerin und Ehefrau von Ignaz Epper, Mischa Epper-Quarles van Ufford (1901–1978) und Fritz Eduard Pauli gründete er 1937 ein Puppentheater. 1940 schuf er 16 Steinreliefplatten mit verschiedenen Motiven auf Natursteinmauer für den Friedhof Rosenberg in Winterthur. Seine Werke stellte Müller in Einzel- und Gruppenausstellungen aus. Mit dem Maler und Grafiker Hans Schilter (1918–1988) verband ihn eine intensive Freundschaft.
Werner J. Müller engagierte sich aktiv am künstlerischen Leben von Ascona. So gründete er zahlreiche lokale Vereine und gehörte diesen auch an. 1941 war er ein Mitbegründer der Amici delle belle arti, Ascona. Zudem war er an der Konservierung von Marianne Werefkins Werken und am kommunalen Museum für moderne Kunst in Ascona beteiligt.